# Doom Music
Doom Music – wydany w 1997 roku album amerykańskiego twórcy muzyki i efektów dźwiękowych do gier Roberta Prince'a. Jest to ciężka muzyka elektroniczna utrzymana w gatunku transowym (tzw. muzyka ezoteryczna). Kompilacja zawiera utwory podrasowane brzmieniowo, ponieważ do skomponowania muzyki w 1993 Prince używał standardu MIDI.

## Lista utworów
1. The Healer Stalks [II-02]	3:19
2. At Doom's Gate [E1M1]	1:48
3. Intermission from DOOM [E2M3]	2:55
4. On The Hunt [E1M6]	1:38
5. The Demons From Adrian's Pen [E2M2]	3:22
6. Suspense [E1M5]	2:51
7. Running From Evil [II-01]	4:11
8. Waiting For Romeo To Play [II-18]	3:52
9. Into Sandy's City [II-09]	4:50
10. Shawn's Got The Shotgun [II-07]	4:28
11. Sinister [E2M6]	3:06
12. The End Of DOOM [End]	3:00
13. Kitchen Ace {And Taking Names) [E1M4]	3:54
14. Opening To Hell [II-30]	4:43
15. They're Going To Get You [E2M4]	4:25
16. The Demon's Dead [II-10]	3:31
17. Dark Halls [E1M3]	4:41
18. Demons On The Prey [E1M7]	2:41
19. DOOM [II-05]	4:25
20. Donna To The Rescue [E3M2]	3:46